# Révolte de Roure
Pour les articles homonymes, voir Roure.
 (mai 2023).
Si vous disposez d'ouvrages ou d'articles de référence ou si vous connaissez des sites web de qualité traitant du thème abordé ici, merci de compléter l'article en donnant les références utiles à sa vérifiabilité et en les liant à la section « Notes et références ».
La révolte de Roure ou révolte du Roure fut une importante révolte antifiscale de l'Ancien Régime. Elle dura d'avril à juillet 1670, et eut lieu dans la région d'Aubenas, dans le Vivarais. Elle tire son nom de son meneur, Anthoine du Roure, propriétaire terrien  de La Chapelle-sous-Aubenas (aujourd'hui dans le département de l'Ardèche). Éduqué et respecté, il avait servi dans l'armée royale.

## Histoire
Dans un pays très éprouvé par le problème religieux, l'hiver 1669, au cours duquel tous les oliviers de la province du Languedoc gelèrent, fut suivi d'un printemps calamiteux (grêle) qui détruisit les récoltes. Une rumeur d'impôts nouveaux - sur les chapeaux, sur les souliers, sur les chemises, sur les journées des travailleurs, sur la naissance des enfants - embrasa la région du Vivarais et mena au sac d'Aubenas. Une répression terrible s'ensuivit et Roure fut arrêté à Saint-Jean-Pied-de-Port puis roué vif à Montpellier le 29 octobre 1670. Son cadavre fut ensuite exposé sur le grand chemin de Montpellier à Nîmes et sa tête placée au-dessus de la porte Saint-Antoine à Aubenas. Une place Jacques-Roure a été dédiée à sa mémoire à Aubenas (sur proposition du conseiller municipal Durand, en 1896) ; une autre place (place Anthoine-du-Roure) porte aussi son nom à Lachapelle-sous-Aubenas.

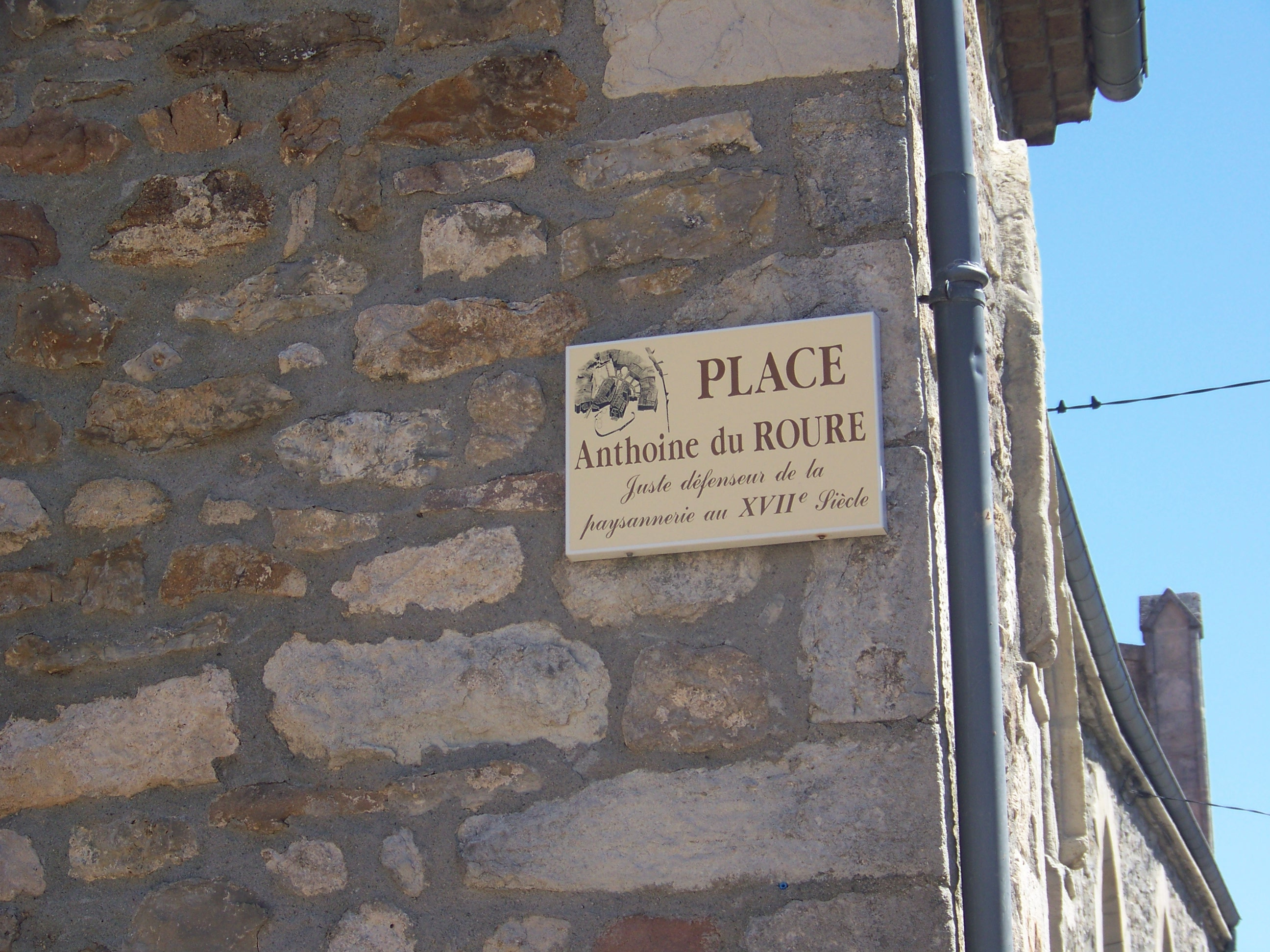
Plaque à Lachapelle-sous-Aubenas.

### Jacquerie ardéchoise

#### Misères du temps, causes du soulèvement
C'est en 1670, en plein règne de Louis XIV, que se déroule la révolte dite de Roure, véritable jacquerie dont la répression se termine dans l'horreur des supplices.
La misère causée par les guerres de Louis XIV est encore accrue par un hiver terrible qui fait périr tous les oliviers du Languedoc, depuis Montpellier jusqu'à Aubenas. En France, on se plaint partout de la multiplicité des impôts et des taxes extra-ordinaires[source insuffisante].
L'origine de la révolte est une taxe sur les cabarets destinée à financer les travaux du canal du Midi[source insuffisante].

#### Débuts du mouvement
Le 30 avril, Barthélemy Casse, commis des fermes à Béziers, est lapidé par des manœuvres et des femmes du quartier Saint-Antoine à Aubenas et Bancatte, chef des émeutiers, est conduit en prison. Le lendemain, Bancatte est délivré par les manifestants. Le mouvement se généralise en Vivarais, 4 000 paysans révoltés entrent à Joyeuse où venait de se tenir une Assemblée de l'assiette, et Largentière.
C'est alors qu'un gentilhomme[réf. nécessaire] de Lachapelle-sous-Aubenas, Anthoine du Roure, connu pour ses idées libérales et très populaire dans la région, se voit obligé, à son corps défendant, de se mettre à la tête des paysans. Il marche sur Aubenas, où demeurent ceux qui sont considérés comme les principaux oppresseurs du peuple. Les paysans des environs s'assemblent au son du tocsin, la révolte est générale.

#### Menaces de répression
Le marquis de Castries, gouverneur du Languedoc, informé par les bourgeois d'Aubenas, lance du Bourg-Saint-Andéol, où il est arrivé par marches forcées, une ordonnance défendant, sous peine de mort, les attroupements et la mise en circulation de faux bruits irritant le peuple. Une garnison de 200 hommes part pour Aubenas.

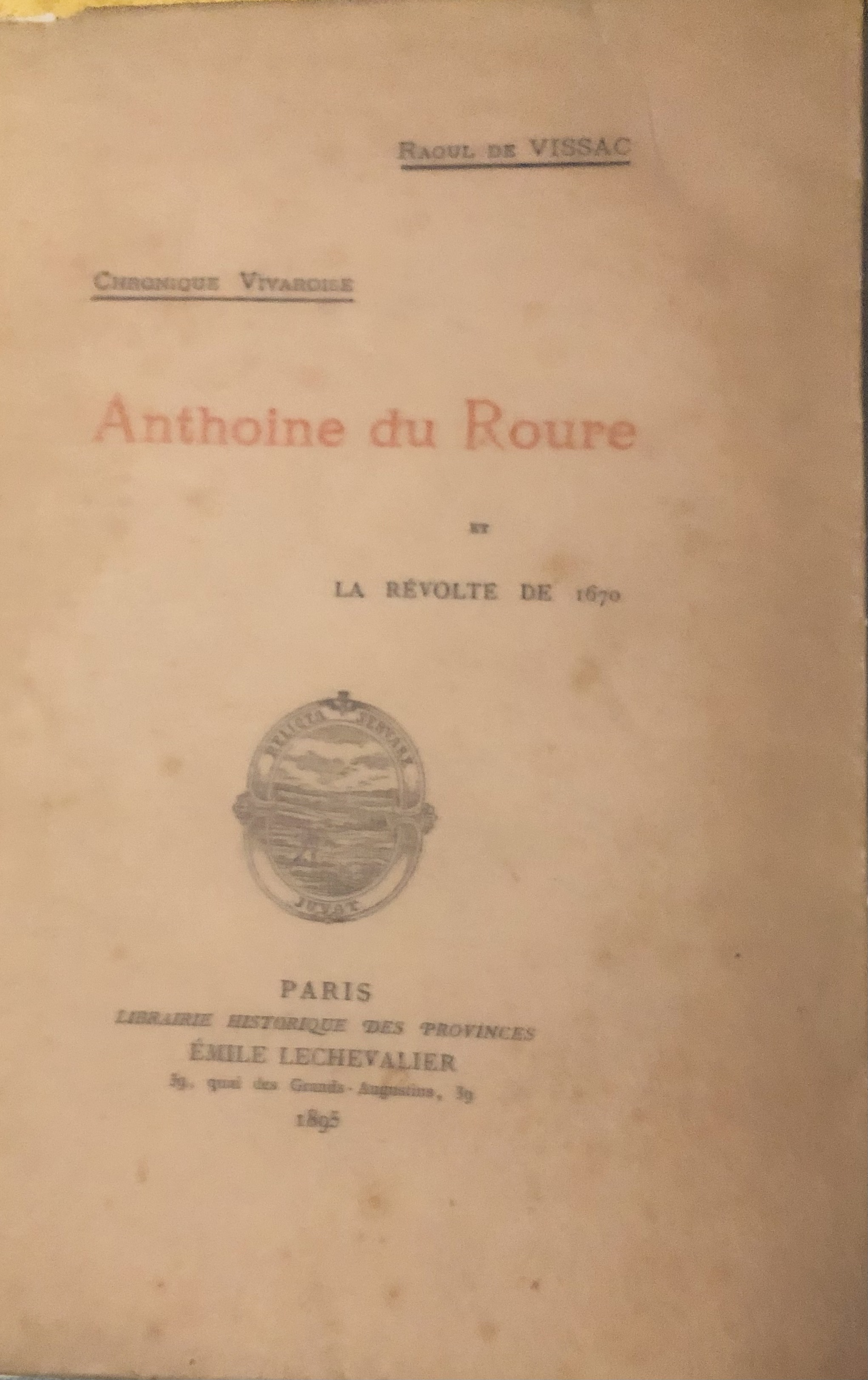
Publication concernant la révolte du Roure -1670

#### Soulèvement général
Le tocsin rassemble autour de la ville 6 000 hommes accourus de vingt paroisses. Roure est proclamé généralissime et regardé comme le protecteur du peuple et le défenseur de ses droits.
Voilà cette armée en marche sur Villeneuve où se trouve le Grand Prévôt qui, ne s'attendant pas à faire des procédures contre tant de coupables, s'enfuit précipitamment au Bourg. Roure va attaquer Villeneuve, lorsque le comte de Vogüé, qui a quelque influence sur lui, le prie de suspendre les hostilités jusqu'à ce que l'on connaisse les nouvelles idées du marquis de Castries.
Ce dernier ayant lancé une nouvelle ordonnance, promettant l'abolition du passé, les troupes de Roure se séparent. Le Languedoc, la Provence, le Dauphiné et la Guyenne regardent avec plaisir ce mouvement qu'elles se proposent d'imiter. 
Le commerce et le travail reprennent, lorsque le châtelain d'Aubenas fait savoir que le Roi pardonne tout, sauf les meurtres, les sacrilèges et l'affichage des placards de révolte. À cette nouvelle, les partisans de Roure résolvent de ne plus rien ménager. Ils disent que leur tour est venu de gouverner un peu et qu'ils ne veulent plus marcher en aveugles. 
Cinquante paroisses envoient des députés à l'assemblée de Mercuer. Constant et Dupuis promettent d'aller exposer au roi les griefs du peuple. Pour mettre le comble à cette surexcitation, 200 hommes de garnison arrivent à Aubenas ; les bourgeois se réfugient au château et au collège des Jésuites.
Roure entre dans la ville avec 8 000 hommes. Pendant quelques jours on tire de part et d'autre, on massacre aussi ceux qui ont omis de choisir entre le parti du peuple et celui du château.
L'armée des paysans, grossissant de jour en jour, le ravitaillement devient difficile. Roure quitte Aubenas avec 2 000 hommes.
Des entrevues ont lieu à Alba où l'on promet à Roure et à ses lieutenants l'amnistie générale s'ils déposent les armes et s'ils font amende honorable.

#### Répression
Toutes ces négociations ont pour but de donner à l'armée royale le temps d 'arriver. Cette armée compte les  mousquetaires de la Maison du Roi — dont d'Artagnan —, 3 000 fantassins, 1 600 cavaliers, et toute la noblesse des environs. Le choc a lieu à Lavilledieu ; seul le bataillon commandé par Roure tire quelques coups d'arquebuse. Une sévère répression s'ensuit.
L'armée royale entre dans Aubenas le 27 juillet. Sept des principaux révoltés sont pendus. Le 28 juillet, le procès des coupables commence devant la cour de justice de Nîmes. Deux sont roués, six pendus sous les halles, deux autres sont condamnés aux galères, un grand nombre est banni et deux femmes du quartier Saint-Antoine d'Aubenas sont condamnées au fouet.
Les maisons et grange dudit Roure sont détruites, leurs fondement arrachés, ses bois dégradés, sa famille proscrite.
Les clochers de La Chapelle, Ailhon, Lavilledieu, Vogué écimés et leurs cloches descendues.
Les fourrageurs de l'armée pillent tout dans les environs et passent au fil de l'épée ce qu'ils trouvent de gens. La terreur règne dans le pays. Il faut une ordonnance de l'Intendant du 20 août 1670 enjoignant, sous peine de mort, aux habitants de regagner leurs demeures, pour ramener un peu de calme dans le pays.

#### Sort de Roure
Le 21 août, Anthoine du Roure, chef des séditieux du pays de Vivarais, est condamné à être rompu vif pour la réparation des crimes de lèse-majesté, rébellion, attroupements avec port d'armes, sacrilèges, incendies, cruautés énormes, expédition d'ordres et de passeports, convocation d'assemblée contre le service du roi.
Roure, las de mener la dure vie du proscrit, résout de présenter lui-même une requête à Louis XIV. Il va demander conseil à son procureur de Toulouse, un certain Bouet, qui l'assure qu'il est un homme perdu s'il donne suite à ce projet et qui lui conseille plutôt de gagner l'Espagne. Roure va échapper à la justice royale, quand Bouet, pris du remords de laisser échapper un criminel d'état, le fait arrêter à Saint-Jean-Pied-de-Port.
Roure est conduit à Montpellier où son procès est instruit de nouveau. L'exécution a lieu dans cette ville le 29 octobre 1670. Son corps est exposé sur le grand chemin de Nîmes et sa tête transportée à Aubenas quatre jours après et exposée sur le portail Saint-Antoine.
Sa maison est démolie, les fondements en sont arrachés par l'exécuteur ; ses bois sont dévastés et sa postérité est rendue infâme ; ses biens sont confisqués et sa femme et ses enfants bannis du royaume.
Les clochers d'Aubenas, Lavilledieu, Vogüé, Lachapelle-sous-Aubenas, Ailhon sont coupés à hauteur du toit de l'église et leurs cloches descendues.
Aubenas, foyer de la rébellion, est condamnée à 500 écus d'amende envers le roi et La Chapelle à 800, ainsi qu'aux frais de justice.
Ainsi finit cette jacquerie qui porte plus de 40 têtes sur l'échafaud, augmente les galères de plus de 100 forçats, fait périr plus de 600 personnes. Les ecclésiastiques d'Aubenas et le prince d'Harcourt reçoivent une indemnité pour les pertes que l'armée de Roure leur a fait subir dans leurs biens. Le prince a fait surtout ressortir que la résistance de son château d'Aubenas a empêché Roure de porter dans toute la province du Languedoc l'étincelle révolutionnaire.

### Filmographie
- D'ARTAGNAN & LE SANG DES RÉVOLTÉS, un film de Jérôme Cassou (production Ardechio, 2024), à partir du livre de Pierre Ribon, D'Artagnan en Ardèche - La révolte de Roure en 1670 (éditions La Bouquinerie)[6],[7].